# پروانه سیاه (فیلم ۲۰۱۷)
پروانه سیاه (به انگلیسی: Black Butterfly) یک فیلم دلهره‌آور آمریکایی محصول سال ۲۰۱۷ به کارگردانی برایان گودمن با بازی آنتونیو باندراس، جاناتان ریس میرز، پایپر پرابو، ایبل فرارا، وینسنت ریوتا و ناتالی روپتی است. این فیلم در تاریخ ۲۶ مه ۲۰۱۷ منتشر شد. این فیلم بر اساس فیلم تلویزیونی فرانسوی در سال ۲۰۰۸ با نام پاپیلون نویر به کارگردانی کریستین فاور ساخته شده‌است.

## داستان
در خارج از یک شهر کوهستانی که با تعداد بسیاری قتل و آدم‌ربایی دست و پنجه نرم می‌کند، «پل لوپز» (آنتونیو باندراس) یک نویسنده منزوی است که تلاش می‌کند به آرزوی شغلی اش برسد. پس از برخورد اتفاقی با یک ولگرد به نام «جک»، «پل» مکانی برای ماندن را به او پیشنهاد می‌کند و…

## بازیگران
- آنتونیو باندراس در نقش پل لوپز
- جاناتان ریس میرز نقش جک
- پایپر پرابو در نقش لورا جانسون
- ایبل فرارا درنقش پت
- وینسنت ریوتا در نقش سپهبد کارکانو
- ناتالی رپتی گومز در نقش جولی
- رندال پل در نقش آقای اوون
- کیتی مک گاورن در نقش نانسی باروس

## انتشار
این فیلم در تاریخ ۲۶ مه ۲۰۱۷ منتشر شد.